# 金成均
金成均（韓語：김성균，1980年5月23日—）或譯金成畇，韓國男演員。

## 簡介
在大邱就讀大建高中時期就開始演話劇，25歲來到首爾後便一直待在劇團，未曾受過專業的表演訓練，都是在現場學習，在演話劇的同時兼職打工。2012年，憑藉《與犯罪的戰爭：壞傢伙的全盛時代》中的黑幫二頭目一角在影壇出道，直到電影上映前一天，還在做快遞司機和在工地搬磚，隨後在《惡鄰拼圖》出演連環殺人犯，以這兩個角色包攬當年度各大頒獎典禮新人獎，並且被稱為「影壇新發現」。2013年，在《請回答1994》飾演土包子大學新生「三千浦」大受歡迎，藉此受到廣告界的青睞。

## 個人生活
金成均於2010年結婚，妻子金慧貞（김혜정）同樣是舞台劇演員出身，育有2子1女。

## 演出作品

### 電視劇
- 2013年：SBS《聽見你的聲音》飾演 警察（第1集客串）
- 2013年：Nate 網路劇《放學後福不福》飾演 康俊的母親（第6集客串）
- 2013年：tvN《請回答1994》飾演 三千浦
- 2014年：MBC《心懷叵測的恢單女》飾演 保安組長（第3、4集客串）
- 2014年：網路劇《放學後福不福2》飾演 武功師父（第3集客串）
- 2015年：tvN《請回答1988》飾演 金成均
- 2016年：SBS《月之戀人－步步驚心：麗》飾演 崔知夢
- 2016年：tvN《Entourage》飾演 金俊河
- 2017年：JTBC《Untouchable》飾演 張奇書
- 2019年：SBS《熱血司祭》飾演 具大榮
- 2020年：tvN《機智醫生生活》飾演 政源的二哥（第1集客串）
- 2021年：Netflix《D.P：逃兵追緝令》飾演 朴范求
- 2022年：Disney+《迷網追兇》飾演 金馬鹿
- 2023年：Disney+《Moving》飾演 李才滿[4]
- 2023年：JTBC《離婚律師申晟瀚》飾演 張炯瑾
- 2024年：SBS《熱血司祭2》飾演 具大榮
- 2025年：Netflix《惡緣》飾演 張吉龍
- 2025年：Disney+《血謎拼圖》飾演 梁正護

### 電影
- 2012年：《與犯罪的戰爭：壞家伙的全盛時代（朝鲜语：범죄와의 전쟁: 나쁜놈들 전성시대） 》飾演 朴昌宇
- 2012年：《惡鄰拼圖》飾演 柳勝赫
- 2012年：《577 Project（朝鲜语：577프로젝트） 》（紀錄片）
- 2013年：《老大靈不靈》飾演 高春峰
- 2013年：《南方大作戰》飾演 奉萬德
- 2013年：《偉大的隱藏者》飾演 徐秀赫
- 2013年：《華頤：吞噬怪物的孩子》飾演 東凡
- 2013年：《繫緊你的安全帶》飾演 屎男（客串）
- 2013年：《嫌疑者》飾演 李光祖
- 2014年：《群盜：民亂的時代（朝鲜语：군도: 민란의 시대）》飾演 張某
- 2014年：《他不冏，他是我兄弟》飾演 朴下延
- 2015年：《許三觀》飾演 根龍
- 2015年：《殺人依賴（朝鲜语：살인의뢰）》飾演 勝賢
- 2015年：《退魔：巫女窟（朝鲜语：퇴마: 무녀굴）》飾演 申晉明
- 2015年：《對不起 我愛你 謝謝你》飾演 河泰英
- 2016年：《偵探洪吉童：消失的村莊》飾演 姜成日
- 2017年：《The Prison》
- 2017年：《保安官（朝鲜语：보안관 (영화)）》飾演 德萬
- 2017年：《宅配男逃亡曲（朝鲜语：골든 슬럼버 (2018년 영화)）》飾演 金哲
- 2017年：《最美的約定（朝鲜语：채비）》(又譯準備)飾演 仁圭
- 2018年：《致命目擊》飾演 炯均
- 2018年：《明堂（朝鲜语：명당 (영화)）》飾演 金炳基
- 2018年：《我和春天的約定》
- 2019年：《成大器者（朝鲜语：크게 될 놈）》飾演 後巷醉客（客串）
- 2019年：《神之一手：鬼手篇（朝鲜语：신의 한 수: 귀수편）》飾演 許日道
- 2021年：《天坑》飾演 朴東元
- 2021年：《雨和你的故事》飾演 補習班講師（友情出演）
- 2022年：《極速首爾》飾演 李顯均
- 2022年：《韓山島海戰》飾演 加藤嘉明
- 2023年：《千萬別開門》飾演 周警察
- 2023年：《首爾之春》饰演 金准烨
- 2024年：《黑帶出勤中》飾演 金宣民[5]

### MV
- 2013年：Deulgukhwa《Walk On》（與鄭恩彩、尹多京）
- 2014年：朴秀真《我的故事》（與姜漢娜、池勝賢）

## 獲獎
- 2012年：第48屆百想藝術大賞－電影部門 男子新人演技獎（與犯罪的戰爭）
- 2012年：第21屆釜日電影節－男新人獎（與犯罪的戰爭）
- 2012年：第32屆韓國電影評論家協會獎－男子新人獎（鄰居）
- 2012年：第49屆大鐘獎－男子新人獎（鄰居）
- 2012年：第13屆釜山電影評論家協會獎－男新人獎（鄰居）
- 2012年：大韓民國文化演藝大獎－電影部門 男子新人獎
- 2014年：MTN 廣告放送節－CF 男子明星獎
- 2014年：第7屆韓國電視劇節－最佳情侶獎（請回答1994。與閔都熙一起獲得）
- 2016年：tvN 10 Awards－搶鏡男子賞（請回答1988）

## 腳註
1. ↑  昔日兼職快遞員 今成韓影壇新發現 （页面存档备份，存于） 朝鮮日報中文網
2. ↑  硬漢變賣萌土包子 金成均成廣告新星 朝鮮日報中文網
3. ↑  ‘정만식 결혼’ 김성균 “형, 결혼 축하…나도 결혼해보니 행복해” 的存檔，存档日期2014-01-03.
4. ↑  .   [2023-09-01]. （原始内容存档于2023-09-01）.
5. ↑  . KBS 스타연예. 2023-07-30  [2023-10-15]. （原始内容存档于2023-09-15） （韩语）.